# انتشارات ترانسکشن
انتشارات ترانسکشن نام یک انتشارات است که زمینهٔ تخصصی کتاب‌های آن علوم اجتماعی است.